# Alimmainen
Alimmainen eller Alimainen Kolmisoppi är en sjö i Finland. Den ligger i kommunen Sonkajärvi i landskapet Norra Savolax, i den centrala delen av landet, 400 km norr om huvudstaden Helsingfors. Alimmainen ligger 163 meter över havet. Den är 1,5 meter djup. Arean är 31,3 hektar och strandlinjen är 4,35 kilometer lång. Sjön  ingår i Vuoksens huvudavrinningsområde.   I omgivningarna runt Alimmainen växer i huvudsak blandskog.